# Cymus aurescens
Cymus aurescens är en insektsart som beskrevs av William Lucas Distant 1883. Cymus aurescens ingår i släktet Cymus, och familjen fröskinnbaggar. Arten är reproducerande i Sverige.